# Philippe Bouvatier
Philippe Bouvatier (Ruan, 12 de junio de 1964-Ruan, 7 de abril de 2023) fue un ciclista francés que fue profesional entre 1984 y 1995. Como amateur participó en los Juegos Olímpicos de Los Ángeles.

## Palmarés
1982
- Campeón de Francia júnior en ruta
- 1.º en el Dúo Normando (con Bruce Péan)

1983
- 1.º en la Pariera-Mantas
- 1.º en la París-Auxerre
- 1.º en el Gran Premio de las Naciones amateur

1984
- 1.º en la París-Ezy
- 1.º en la París-Lisieux
- 1.º en la París-Évreux

1988
- 1.º en el Dúo Normand (con Thierry Marie)
- 1.º en la Polynormande
- 1.º en el Critérium de Lisieux

1990
- Vencedor de una etapa del Tour de la CEE

1991
- Vencedor de una etapa del Heraldo Sun Tour
- Vencedor de una etapa del Tour del Mediterráneo

### Resultados al Tour de Francia
- 1986. Abandona (15.ª etapa)
- 1987. 66.º a la clasificación general
- 1988. 32.º a la clasificación general
- 1989. Fuera de control (15.ª etapa)

### Resultados en el Giro de Italia
- 1992. Abandona (8.ª etapa)
- 1993. Abandona (10.ª etapa)

### Resultados a la Vuelta a España
- 1986. Abandona
- 1987. 38.º a la clasificación general
- 1988. Abandona
- 1989. 42º a la clasificación general

## Muerte
Bouvatier murió a los 58 años el 7 de abril de 2023 luego de sufrir complicaciones a causa de un accidente cerebrovascular.